# Европейска колонизация на Америка
Европейската колонизация на Америка описва историята на заселване и установяване на контрол в Америка от различни европейски сили. Започвайки през 10 или 11 век, викингски моряци откриват и за кратко се заселват по бреговете на съвременна Канада, според Исландските саги и археологически доказателства, но насилствени конфликти с местното население кара викингите да изоставят тези поселения.
Европейската колонизация започва през 1492 г., когато испанска експедиция, водена от генуезеца Христофор Колумб, отплава на запад, за да намери нов търговски път към Далечния изток, но без да иска, попада на т.нар. „Нов свят“. Акостирайки на северната част на остров Испаньола на 5 декември 1492 г., който е обитаван от народа таино
от 7 век, мястото се превръща в първото европейско поселение в Америка след викингите. Скоро след това последват европейски завоевания, едромащабно изследване и колонизация. Първите две пътешествия на Колумб достигат Бахамите и различни Карибски острови, сред които Испаньола, Пуерто Рико и Куба. През 1498 г., плавайки от Бристол в името на Английското кралство, Джон Кабот пристига до бреговете на Северна Америка, а година по-късно третото пътешествие на Колумб достига бреговете на Южна Америка. Като спонсор на пътешествията на Колумб, Испанската империя е първата европейска сила, която се заселва и колонизира най-големите територии от Северна Америка и Карибите до южния край на Южна Америка.
Други сили като Франция също основават колонии в Америка: в източните части на Северна Америка, няколко карибски острова и малки крайбрежни райони от Южна Америка. Португалия колонизира Бразилия, опитва се да колонизира източните брегове на днешна Канада (неуспешно) и се установява за дълго време северозападно от река Ла Плата. Великите географски открития са началото на териториалното разширение на няколко европейски държави. До към края на 15 век Европа е заета с вътрешни войни и бавно се възстановява от загубите на население, причинени от Черната смърт и няма никакви основания да се очаква онзи растеж на европейска икономическа и политическа власт, който настъпва в резултат на колонизацията на Америка.
В края на краищата, по-голямата част от западното полукълбо минава под контрола на европейски правителства, което води до промени в релефа, населението, както и флората и фауната му. През 19 век над 50 милиона души напускат Европа в полза на Америка. Последица от колонизацията е т.нар. Колумбов обмен, обширен обмен на животни, растения, култура, човешко население (сред които роби), идеи и заразни болести между американското и афро-евразийското полукълба.

## Викингски транс-атлантически контакт
Пътуванията на викингите към Гренландия и Канада са подкрепени от исторически и археологически доказателства. Към края на 10 век в Гренландия е основана викингска колония и тя просъществува до средата на 15 век, като има съдебни и парламентарни събрания в Браталид и епископ в Гардар. През 1960 г. са открити останки от викингско селище при Л'Анс о Медоуз, Канада, и са датирани около 990 – 1050 г. Това място е широко прието за доказателство за доколумбов трансатлантически контакт. Обявено е за Обект на световното наследство през 1978 г. Значимо е и с възможната връзка с колонията Винланд, основана от Лейф Ериксон през същия период.

## Ранни завоевания и колонии
Първите изследвания и завладявания са направени от испанците и португалците веднага след приключването на Реконкистата в Иберия през 1492 г. В Договора от Тордесиляс от 1494 г., ратифициран от папата, тези две кралства си разделят целия неевропейски свят на две зони на изследване и колонизация чрез граница, която преминава от север на юг през Атлантическия океан и източната част на Бразилия. Основавайки се на този договор и на ранните претенции на испанския изследовател Васко Нунес де Балбоа, откривател на Тихия океан през 1513 г., испанците завладяват големи територии в Северна, Централна и Южна Америка.
Испанският конкистадор Ернан Кортес превзема Ацтекската империя, а Франсиско Писаро завладява Империята на инките. Впоследствие, към средата на 16 век Испанската корона поема контрол над голяма част от западните части на Южна Америка, Централна Америка и южните части на Северна Америка, в допълнение към по-ранните карибски територии. През това време Португалия предявява териториални претенции в Канада и колонизира източните части на Южна Америка, наричайки ги Санта Круз и Бразилия.
Скоро след това други европейски държави поставят под въпрос условията на Договора от Тордесиляс. Англия и Франция се опитват да заложат колонии в Америка през 16 век, но не успяват и постоянните им колонии датират от следващия век. Някои от тях са на острови от Карибите, които често вече са били владения на испанците или са обезлюдени от болести, докато други са по източното крайбрежие на Северна Америка, на север от Флорида. Нидерландската република и други страни също се включват в колонизацията.
Ранните европейски владения в Северна Америка включват Испанска Флорида, Испанско Ню Мексико, английските колонии Вирджиния (заедно с Бермуда) и Нова Англия, френските Акадия и Канада, шведската Нова Швеция и холандската Нова Нидерландия. През 18 век Дания-Норвегия възражда бившите си колонии в Гренландия, докато Руската империя затвърждава присъствието си в Аляска. Дания-Норвегия по-късно има претенции в Карибския регион, започвайки от 17 век.
Тъй като все повече нации искат да колонизират Америка, съперничеството сред тях се изостря. Заселилите се колонисти често трябва да отблъскват нападения от страна на съседни колонии, както и от коренното население (индианци) и пирати.

## Ранни държавно финансирани колонизатори
Първата фаза на добре финансираната европейска активност в Америка започва с атлантическите прекосявания на Христофор Колумб (1492 – 1504), финансиран от Испания, на когото първоначалната цел е да намери нов път към Индия и Китай. Той е последван от други изследователи като Джон Кабот, който е спонсориран от Англия и достига Нюфаундленд и Педро Алвариш Кабрал, който достига Бразилия и я провъзгласява за португалска.
Америго Веспучи, работейки за Португалия по време на пътешествията си от 1497 г. до 1513 г., установява, че Колумб всъщност е достигнал до нови континенти. Картографите все още използват латинизираната версия на първото му име, America, за двата континента. Други изследователи включват Джовани да Верацано, спонсориран от Франция през 1524 г., Жуау Ваз Корте-Реал, Жуау Фернандеш Лавдрадор, Гашпар Корте Реал, Жуау Фагундиш, Жак Картие, Хенри Хъдсън и Самюел дьо Шамплен.
През 1513 г. Васко Нунес де Балбоа пресича Панамския провлак и води първата европейска експедиция, която вижда Тихия океан от западния бряг на Новия свят. Балбоа провъзгласява Тихия океан и всички граничещи с него земи за владения на Испанската корона. През 1517 г. друга експедиция, от Куба, посещава Централна Америка, акостирайки на брега на Юкатан в търсене на роби.
Тези изследвания са последвани, особено в случая на Испания, от фаза на завладяване: Испанците, току-що завършили Реконкиста на Испания от мюсюлманска власт, са първите, колонизирали Америка, прилагайки същия модел на управление от Европа към териториите от Новия свят.
Десет години след откритието на Колумб, администрацията на Испаньола е дадена на Николас де Овандо от ордена Алкантара, основан по време на Реконкиста. Както и на Иберийския полуостров, на жителите на Испаньола (таино) са назначени земевладелци, докато религиозните ордени се занимават с местната администрация. Постепенно е установена така наречената система енкомиенда, която дава достъп на европейски заселници до робски труд и данъци.
Относително често срещано объркване е, че малък брой конкистадори са покорили големи територии, подпомагани единствено от епидемиите и рицарите си. Всъщност, скорошни археологически находи сочат към широк испано-индиански съюз, наброяващ стотици хиляди. Ернан Кортес накрая завладява Мексико с помощта на Тласкала през 1519 – 1521 г., докато завладяването на инките е извършено от 40 000 индиански отстъпници, водени от Франсиско Писаро в периода 1532 и 1535 г.
През първия век и половина след пътешествията на Колумб местното население на Америка се срива с около 80% (от около 50 милиона души през 1492 г. до 8 милиона през 1650 г.) основно от инфекциозни болести, донесени от Стария свят.
През 1532 г. Карл V изпраща вицекрал към Мексико, Антонио де Мендоса, за да попречи на независимите ходове на Кортес, който се завръща окончателно в Испания към 1540 г. Две години по-късно Карл V подписва Новите закони (на испански: Leyes Nuevas), забранявайки робството и репартимиенто (принудителния труд), но също присвоявайки всички американски земи и всички туземни народи като свои собствени обекти.
През май 1493 г. папа Александър VI издава булата Inter caetera, даваща нови земи на Испанското кралство, като в замяна изисква евангелизация на народите. Така второто пътешествие на Колумб включва бенедиктински монаси и дванадесет други свещеници. Тъй като робството е забранено между християни и може да бъде прилагано само срещу нехристиянски военнопленници или срещу хора, които вече се продават като роби, дебатът относно християнизацията е особено остър през 16 век. През 1537 г. папската була Sublimis Deus окончателно признава, че индианците притежават душа и по този начин забранява поробването им, без да слага край на дебата. Някои твърдят, че туземец, който се разбунтува и бъде заловен след това, бива поробван.
По-късно се състои Валядолидският дебат между доминиканския свещеник Бартоломе де Лас Касас и доминиканския философ Хуан Хинес де Сепулведа, в който първият твърди, че индианците имат души като всички останали хора, докато вторият твърди обратното и оправдава тяхното поробване.
Процесът на християнизация първоначално е насилствен: когато първите францисканци пристигат в Мексико към 1524 г., те изгарят местата, посветени на езически култове, отчуждавайки се от местното население. През 1530-те години те започват да адаптират християнските практики към местните обичаи, включително строейки нови църкви на местата, посветени на езическите култове, водейки до смесица от християнство от Стария свят и местни религии. Испанската римокатолическа църква, нуждаейки се от местния труд и сътрудничество, евангелизира на кечуа, науатъл, гуарански и други местни американски езици, допринасяйки за разпространението на тези индиански езици и снабдявайки ги с писменост. Едно от първите примитивни училища за индианци е основано от Педро де Ганте през 1523 г.
За да се отплатят на войниците, конкистадорите често им раздават индиански градове. Чернокожи африкански роби са внесени, за да заместят труда на индианците на някои места, сред които някои карибски острови, където местното население е вече почти изчезнало.
През това време португалците постепенно преминават от първоначалния план за основаване на търговски пунктове към колонизацията на Бразилия. Внасят се милиони роби, които да работят на плантациите. Португалското и испанското правителства очакват да управляват тези селища и да събират поне 20% от всичките намерени съкровища, както и да събират всички останали възможни такси. Към края на 16 век американското сребро представлява 1/5 от общия бюджет на Испания. През 16 век около 240 000 европейци навлизат през американските пристанища.

## Търсене на богатства
Въодушевени от испанските богатства от колониите, намерени след завладяването на ацтеките, инките и други големи коренни народи през 16 век, първите англичани се надяват също да забогатеят, когато се заселват постоянно в Джеймстаун, Вирджиния, през 1607 г. Спонсорират се от обикновени компании за акции, като Лондонска компания, финансирани от заможни англичани, които преувеличават икономическия потенциал на новите земи. Основната цел на тази колония е надеждата, че ще се намери злато.
Нужни са силни водачи като Джон Смит, които да убедят заселниците на Джеймстаун, че търсенето на злато не им помага с техните незабавни нужди за храна, подслон и библейския принцип за „който не работи, не трябва да яде“. Липсата на продоволствена безопасност, водеща до изключително високи нива на смъртност, е опечаляваща и причинява отчаяние сред колонизаторите. За да се издържа колонията, многобройни мисии за доставки са организирани. Тютюнът скоро става реколтата, която задвижва икономиката на Вирджиния и тази на съседната колония Мериленд.
От началото на заселването на Вирджиния през 1587 г. до 1680-те години, основният източник на труд и голяма част от имигрантите са роби, търсещи нов живот в отвъдморските колонии. През 17 век робите съставляват 3/4 от всички европейски имигранти в района на Чесапийк. Повечето роби са тийнейджъри от Англия с бедни икономически перспективи вкъщи. Техните бащи подписват документите им, които им предоставят безплатен превоз до Америка и неплатена работа докато пораснат. Дава им се храна, дрехи, подслон и се учат на селско стопанство или на домакински умения. Американските земевладелци имат нужда от работна ръка и се готови да плащат за пътя на роба до Америка, ако им служат за няколко години. Продавайки превоза за 5 – 7 години работа, те после могат да започнат начисто в Америка. Много мигранти от Англия умират през първите няколко години.
Икономическото преимущество също дава тласък на „Схемата Дариен“, неуспешен опит на Кралство Шотландия да установи колония до Панамския провлак към края на 1690-те години. Схемата си поставя за цел на контролира търговия през тази част на света и така да издигне Шотландия като световна търговска сила. Въпреки това, тя бива обречена от слабото планиране, малкото провизии, слабото ръководство, липса на търсене на търговски стоки и унищожителни болести. Провалът на „Схемата Дариен“ е един от фактори, довели Шотландия до Акта на Унията (1707 г.) с Кралство Англия, който създава Кралство Великобритания и дава на Шотландия търговски достъп до английските колонии.
Във френските колониални региони икономическият фокус е върху захарните плантации в Карибския басейн. В Канада е важна търговията с кожи с местните жители. Около 16 000 френски мъже и жени стават колонизатори. По-голямата част стават земеделски стопани по поречието на Сейнт Лорънс. С благоприятна околна среда и достатъчно земя и храна, броят им се увеличава рязко до 65 000 до 1760 г. Тяхната колония е превзета от Великобритания през 1760 г., но социалните, религиозните, законовите, културните и икономическите промени са малко в общество, което е плътно прилепено до дотогавашните си традиции.

## Религиозна имиграция
Римокатолиците са първата голяма религиозна група, която имигрира в Новия свят, тъй като заселниците в португалските и испанските колонии принадлежат към тази вяра. Английските и холандските колонии, от друга страна, имат по-голямо религиозно разнообразие. Заселниците от тези колонии включват англикани, холандски калвинисти, английски пуритани, шотландски презвитерианци, френски хугеноти, немски и шведски лутерани, както и квакери, менонити, амиши, моравци и евреи.
Много групи от колонизатори отиват в Америка, търсейки правото да практикуват религията си, без да са обект на религиозни гонения. Протестантската реформация от 16 век разчупва единството на християнството и води до образуването на много религиозни секти, които често са били обект на гонения от правителствените власти. В Англия много хора поставят под въпрос организацията на Английската църква към края на 16 век.
Силно вярващ в понятието за власт от Бога, Чарлс I, крал на Англия и Шотландия, подлага на гонения религиозните дисиденти. Вълни от репресии водят до миграцията на около 20 000 пуритани в Нова Англия между 1629 и 1642 г., където основават много колонии. По-късно през века, новата колония Пенсилвания е дадена на Уилям Пен, тъй като кралят е длъжник на баща му. Управлението ѝ е установено през 1682 г. от Уилям Пен, за да стане основно място за квакери бежанци от Англия, но се приемат и други. Баптисти, квакери, немски и швейцарски протестанти и анабаптисти се втурват към Пенсилвания. Примамката на евтина земя, религиозна свобода и правото да се усъвършенстват собственоръчно се оказва много успешна.

## Насилствена миграция и поробяване
Робството е често срещана практика в Америка преди пристигането на европейците, тъй като различни индиански групи залавят и затварят членове на други племена като роби. Много от тези заложници са насилвани да се подлагат на човешко жертвоприношение в индианските цивилизации, като например при ацтеките. В отговор на робството на местните жители на Карибите, първоначално Испанската корона приема ред закони, забраняващи робството през 1512 г. Нов по-строг набор от закони е приет през 1542 г., наречен Нови закони за добро отношение и опазване на индианците или наричани накратко Нови закони. Те са създадени, за да предотвратят експлоатацията на коренните народи от земевладелци, като строго им ограничават властта. Това помага значително да се обуздае робството над индианците, макар и не напълно. По-късно, с пристигането на други европейски колониални сили в Новия свят, поробването на местните народи се увеличава, тъй като тези империи нямат законодателство срещу робството по това време. Населението на коренните народите търпи упадък (основно заради европейски болести, но и заради насилствен труд и издевателства). По-късно туземните работници са заместени от африканци, внесени чрез едромащабна търговия с роби.
Към 18 век преобладаващият брой чернокожи роби е такъв, че робството над индианци е все по-рядко срещано. Африканците, които са изпращани в Америка чрез робски кораби, са взимани от техните африкански отечества от брегови племенна, които ги залавят и продават. Европейците купуват роби от поробителите им, местните африкански племена, в замяна на ром, оръжия, барут и други стоки.

### Робство
Оценено е, че общата търговия на роби към Карибите, Бразилия, Мексико и САЩ включва 12 милиона африканци. Повечето от тези роби отиват в захарните колонии на Карибите и Бразилия, където средната продължителност на живота е кратка и бройката трябва постоянно да бъде запълвана. Най-много 600 000 африкански роби са внесени в САЩ или 5% от всички роби, донесени от Африка. Средната продължителност на живота е много по-висока в САЩ (поради по-добра храна, по-малко болести, по-малко работно натоварване и по-добри медицински грижи), така че бройката бързо нараства (ражданията са повече от смъртните случаи) до 4 милиона към 1860 г. Робите са ценна стока както за работа, така и за продан на робски пазари и така се развива политиката за активно поощрение или насилване на робите да се размножават, особено след края на атлантическата търговия с роби. От 1770 до 1860 г. скоростта на нарастване на северноамериканските роби е много по-голяма, отколкото за населението на коя да е държава в Европа и е почти двойно по-бърза от тази на Англия.
Броят на робите, внесени в Тринадесетте колонии по времеви период са:
- 1619 – 1700 г. – 21 000
- 1701 – 1760 г. – 189 000
- 1761 – 1770 г. – 63 000
- 1771 – 1790 г. – 56 000
- 1791 – 1800 г. – 79 000
- 1801 – 1810 г. – 124 000
- 1810 – 1865 г. – 51 000
- Общо – 597 000

## Болести и загуби на коренните народи
Европейският начин на живот включва дълга история на споделяне на близки жилища с опитомени животни като крави, свине, овце, кози, коне, кучета и други, от които тръгват много болести. Така, в сравнение с коренните народи, европейците са развили по-богат набор от антитела. Едромащабният контакт с европейци след 1492 г. донася нови микроби на коренните американски народи.
Епидемии от едра шарка (1518, 1521, 1525, 1558, 1589), тиф (1546), грип (1558), дифтерия (1614) и дребна шарка (1618) помита Америка след европейския контакт, убивайки между 10 и 100 милиона души, до 95% от коренното население на Америка. Културната и политическа нестабилност, придружаваща тези загуби, изглежда е от значителна помощ за усилията на различни колонизатори в Нова Англия и Масачузетс да добият контрол над големите земи и ресурси, от които коренните общества често се възползват.
Тези болести предизвикват човешка смъртност от огромна сериозност и мащаб и това дълбоко обърква опитите да се определи пълния им обхват с истинска точност. Оценките за броя на доколумбовото население на Америка варират в много широки граници.

## Списък с европейските колонии в Америка

### Англия и (след 1707 г.) Великобритания
- Британска Америка (1607 – 1783)
  - Тринадесет колонии (1607 – 1783)
  - Земя Рупърт (1670 – 1870)
  - Британска Колумбия (1793 – 1871)
  - Британска Северна Америка (1783 – 1907)
- Британска Уест Индия
- Белиз

### Дания
- Датска Уест Индия (1754 – 1917)
- Гренландия (1814 – днес)

### Испания
- Куба (до 1898 г.)
- Нова Гранада (1717 – 1819)
  - Генерал-капитанство Венецуела
- Нова Испания (1535 – 1821)
  - Нова Екстремадура
  - Нова Галисия
  - Ново Кралство Леон
  - Нов Сантандер
  - Нова Визкая
  - Калифорнии
  - Санта Фе на Ново Мексико
- Луизиана
- Вицекралство Перу (1542 – 1824)
  - Генерал-капитанство Чили
- Пуерто Рико (1493 – 1898)
- Вицекралство Рио де ла Плата (1776 – 1814)
- Испаньола (1493 – 1865, днес Хаити и Доминиканска Република)

### Курландия и Семигалия
- Тобаго (1654 – 1689)

### Малтийски орден
- Сен Бартелми (1651 – 1665)
- Сейнт Китс (1651 – 1665)
- Санта Крус (1651 – 1665)
- Сен Мартен (1651 – 1665)

### Нидерландия
- Нова Нидерландия (1609 – 1667)
- Есекибо (1616 – 1815)
- Нидерландски вирджински острови (1625 – 1680)
- Бербис (1627 – 1815)
- Тобаго (1628 – 1677)
- Нидерландска Бразилия (1630 – 1654)
- Померун (1650 – 1689)
- Кайен (1658 – 1664)
- Демерара (1745 – 1815)
- Суринам (1667 – 1954) (владение на Нидерландия до 1975 г.)
- Територия Кюрасао (1634 – 1954)
- Острови ССС (1636 – 1954)

### Норвегия
- Гренландия (986 – 1814)
- Винланд (частично през 11 век)
- Острови Свердуп(1898 – 1930)
- Земя на Ерик Рижия (1931 – 1933)

### Португалия
- Вицекралство Бразилия (1500 – 1815)
- Барбадос (1536 – 1620)
- Колония дел Сакраменто (1680 – 1705, 1714 – 1762, 1763 – 1777, 1811 – 1817)
- Сисплатина (1811 – 1822, днес Уругвай)
- Френска Гвиана (1809 – 1817)

### Русия
- Руска Америка (Аляска) (1799 – 1867)

### Франция
- Нова Франция (1604 – 1763)
  - Акадия (1604 – 1713)
  - Канада (1608 – 1763)
  - Луизиана (1699 – 1763, 1800 – 1803)
  - Нюфаундленд (1662 – 1713)
  - Кейп Бретон (1713 – 1763)
- Френак Гвиана (1763 – днес)
- Френска Уест Индия
- Сан Доминго (1659 – 1804, днес Хаити)
- Тобаго
- Вирджински острови
- Антарктическа Франция (1555 – 1567)
- Екваториална Франция (1612 – 1615)

### Швеция
- Нова Швеция (1638 – 1655)
- Сен Бартелми (1784 – 1878)
- Гваделупа (1813 – 1814)

### Шотландия
- Нова Скотия (1622 – 1632)
- Схема Дариен в Панамския провлак (1698 – 1700)